# Tr
tr — UNIX-утилита для преобразования символов. Утилита tr копирует стандартный входной поток в стандартный выходной, подставляя или удаляя некоторые символы. Заданные опции и операнды строка1 и строка2 управляют происходящим преобразованием по ходу копирования отдельных символов и последовательностей символов.

## Использование
- tr [-c | -C] [-s] строка1 строка2
- tr -s [-c | -C] строка1
- tr -d [-c | -C] строка1
- tr -ds [-c | -C] строка1 строка2

Поддерживаются следующие опции:
-c, -C
Дополняет набор символов, задаваемый строкой 1.
-d
Удаляет все вхождения символов, указанных в строке 1.
-s
Заменяет повторяющиеся вхождения символа одним символом.

## Примеры
В этом примере создается список всех слов в файле file1, который помещается в файл file2 по одному слову в строке:
```
tr
 
-cs
 
"[:alpha:]"
 
"[\n*]"
 
<
 
file1
 
>
 
file2

```

Следующая команда переводит все символы нижнего регистра в файле file1 в верхний регистр и записывает результат в стандартный выходной поток:
```
tr
 
"[:lower:]"
 
"[:upper:]"
 
<
 
file1

```

В этом примере используется класс эквивалентности для выявления акцентированных вариантов базового символа e в файле file1, из которых удаляются диакритические знаки, и результат записывается в файл file2:
```
tr
 
"[=e=]"
 
e
 
<
 
file1
 
>
 
file2

```